# Acer jingdongense
Acer jingdongense là một loài thực vật có hoa trong họ Bồ hòn. Loài này được T.Z.Hsu mô tả khoa học đầu tiên năm 1983.